# Arte en Nueva España

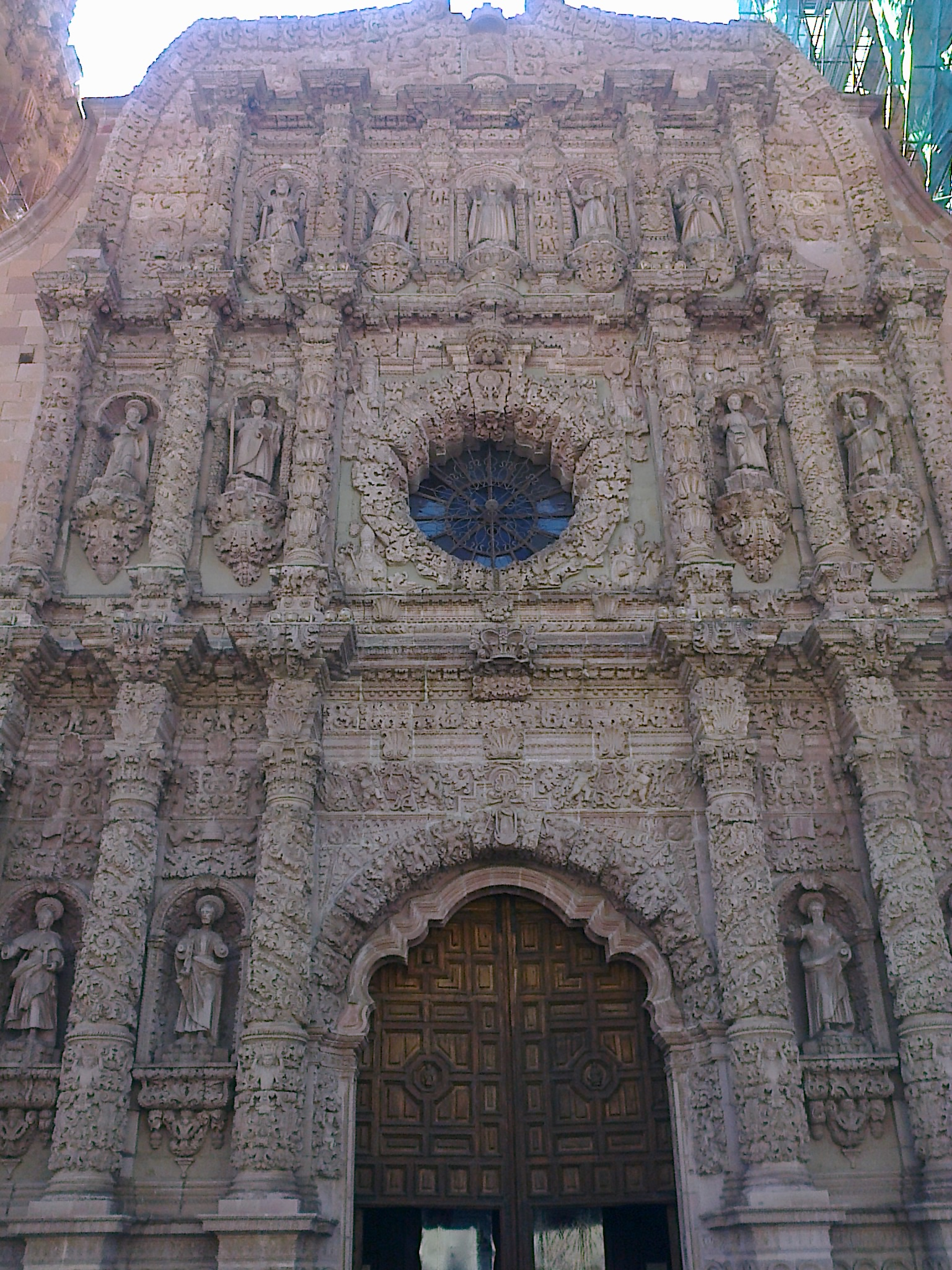
La fachada de la catedral de Zacatecas es uno de los ejemplos más grandes del Barroco novohispano.

El arte en Nueva España — denominado a su vez como arte novohispano — fue desarrollado en los territorios del Virreinato de Nueva España desde la llegada de los españoles hasta la independencia. El arte que se desarrolló es fiel reflejo del que se realizaba en los reinos hispanos. Solo con el paso del tiempo, la influencia indígena dio paso a un arte mestizo de fuerte personalidad.
La influencia barroca llegó a España y América en el siglo xvii, y aunque se manifestó primero en la literatura, pronto alcanzó a otras artes. Como en el resto de Europa, el barroco español tiene un marcado sentido teatral, de representación. Es un arte efectista, que usa lo decorativo y la ornamentación sin temor a resultar recargado.

## Arte visual (Pintura)

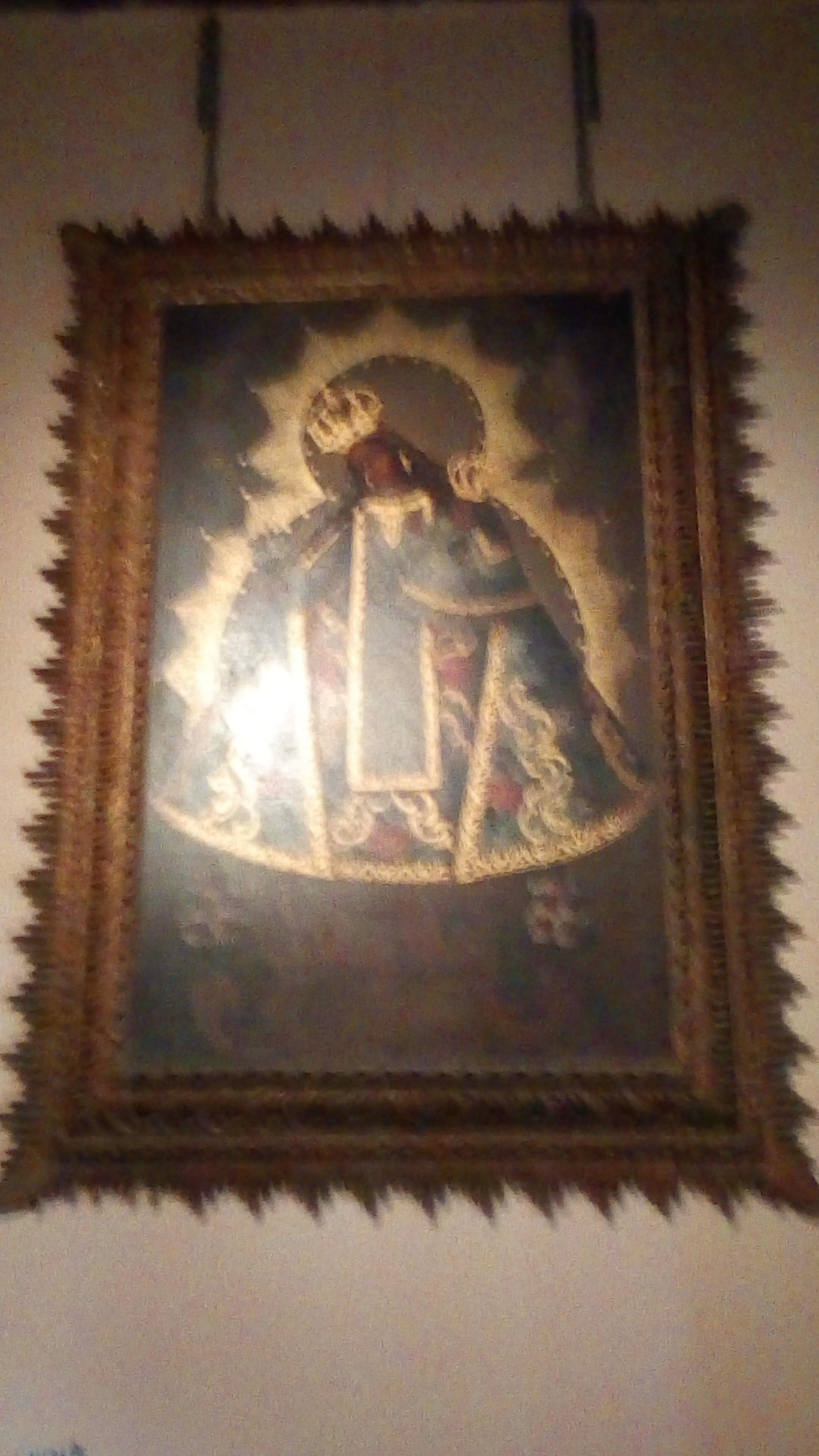
Pintura de la virgen de la merced, datada del siglo xviii, hoy expuesta en el Museo de Comayagua.

La pintura tuvo un gran desarrollo en toda Hispanoamérica durante la época de la colonización. Por un tiempo se creyó que hacia 1538 llegó el primer pintor español a Nueva España, llamado Rodrigo de Cifuentes, personaje ficticio. Se dice erróneamente que el trabajo de Cifuentes consistió en decorar varios conventos de Tlaxcala y plasmar con su arte la conversión de los principales señores tlaxcaltecas al cristianismo, en una pintura hoy perdida e intitulada El bautizo de los caciques de Tlaxcala', en lo que fue considerado el convento más antiguo de América (Ex Convento de San Francisco en Tlaxcala)
Pintores notables de esa época fueron Baltasar de Echave Orio, Francisco de Zumaya, Andrés de la Concha o Juan de Arrúe. Pero el más notable del siglo xvi novohispano fue, sin duda, el flamenco Simón Pereyns aseentado en Nueva España desde 1566, y que, junto a los pintores antes mencionados, formó un grupo cultural que predominó en la pintura novohispana hasta 1620. La pintura religiosa fue la más recurrida en el siglo xvii. Una de las mejores colecciones se encuentra en el Museo Nacional del Virreinato en Tepotzotlán. 
En el arte novohispano la flor jugó un importante papel simbólico; un ejemplo de ello fue el jazmín el cual estaba relacionado con el paraíso, el clavel rojo el sacrificio y el amor de Jesucristo por los hombres. 
Otro factor que influyó mucho en el arte en Hispanoamérica, es el barroco. Algunos historiadores como [[Francisco de la Maza]] dice que “El barroco existe, queremos o no, gracias a Lutero”. Esta contúndete opinión del historiador del arte mexicano Francisco de la Maza, nos sirve de constar que en Hispanoamérica el arte barroco fue una forma de manifestar la contra reforma europea, es así como diría Octavio Paz, la hispanidad mexicana es hijo de la contrarreforma europea. 
Por otro lado, en la historia de México todas las formas de arte representan el uso de las flores las cuales han dado origen a diferentes tradiciones o como complemento de las mismas tal es el caso del cempasúchil que nos recuerda que la muerte no solo es obscuridad.
También se vieron representadas en el arte novohispano de los siglos XVII y XVIII donde se usaban paisajes, flores y frutos con estética indígena como complemento en las obras casi siempre de tono eclesiástico.
Los pintores más notables fueron José de Ibarra, el vasco Baltasar de Echave y Cristóbal de Villalpando. Hacia la mitad de tal siglo, surgió Miguel Cabrera, conocido retratista que plasmó en sus cuadros varias escenas de la vida cotidiana en Nueva España. Entre  los retratos que realizó figuran los de Sigüenza y a Sor Juana. Nicolás Rodríguez Juárez, otro pintor de la época, solía retratar a virreyes, arzobispos, obispos, corregidores y potentados. Con el auge de los movimientos de independencia, la pintura adquirió un toque nacionalista que perduró hasta entrado el siglo xx.

## Escultura

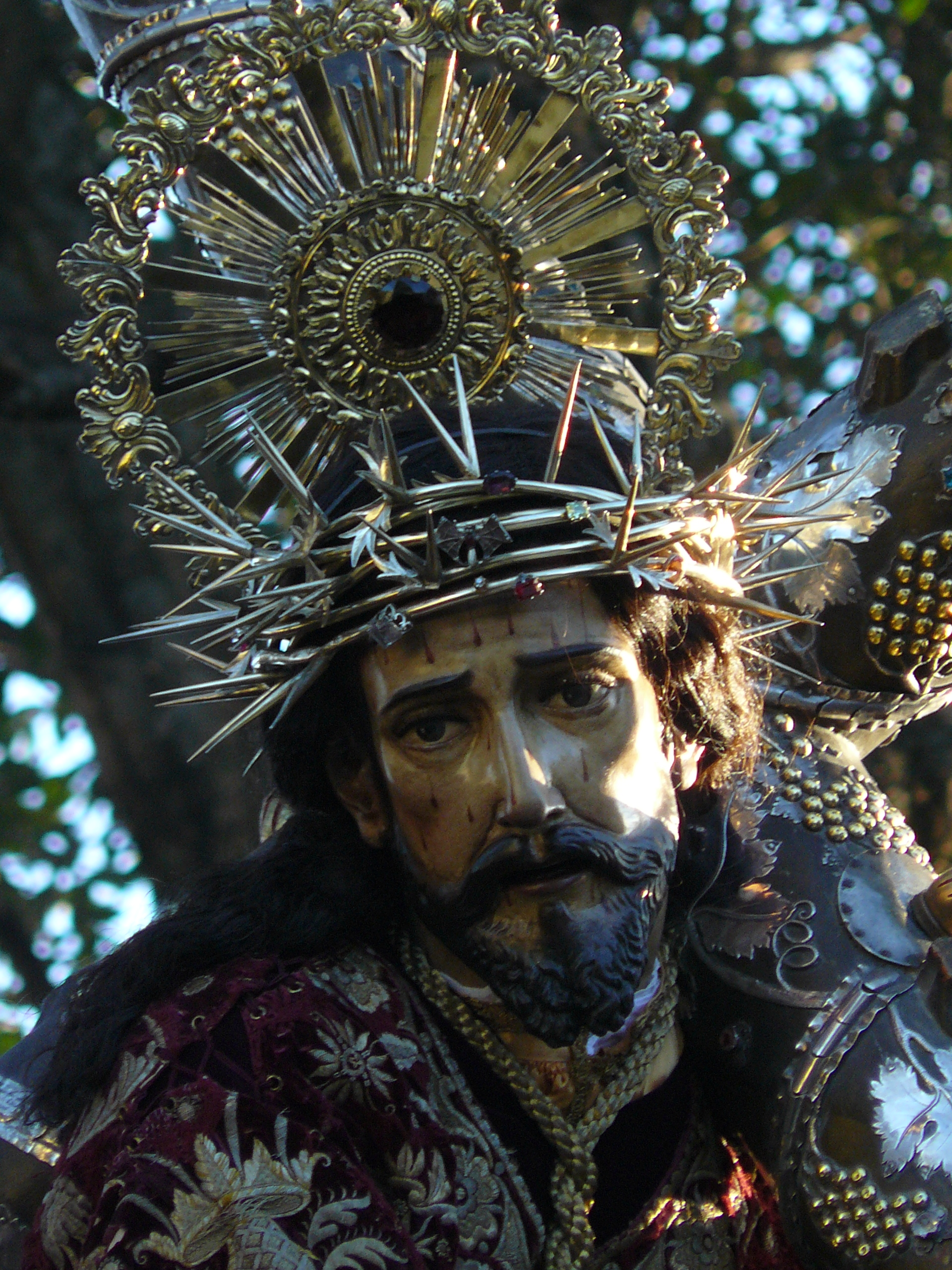
Jesús Nazareno de la Merced (1654), de Mateo de Zúñiga

Al igual que la pintura, la escultura desde los inicios de la colonización estuvo al servicio de las necesidades evangelizadoras de la iglesia, utilizándose tanto en la decoración de las fachadas de los edificios religiosos como en la elaboración de retablos e imágenes para el culto. A la llegada de esculturas desde la Península se añadió el establecimiento de artistas europeos, fundamentalmente españoles, que crearon talleres e implantaron el sistema de gremios artesanales, a los que con el tiempo se irían incorporando indígenas y mestizos. 
Estos introdujeron las influencias autóctonas precolombinas que darían lugar al surgimiento de escuelas regionales con personalidad propia. En el siglo xvii en Guatemala surgió una escuela escultórica que ya en el siglo xviii, fue una las más destacadas del continente  junto con la quiteña, esta en el Virreinato del Perú. En México junto a la escultura alcanzó un gran desarrollo la construcción de retablos que son considerados como unas de las obras más representativas del arte iberoamericano.
Se puede destacar a los escultores Salvador de Ocampo en Ciudad de México, a los Cora, José Antonio Villegas Cora y Zacarías Cora en Puebla y a Quirio Cataño y Mateo de Zúñiga en Guatemala.
Poco antes de estallar la guerra de independencia, el valenciano Manuel Tolsá se establece en México donde llegó a ser director de la Academia de San Carlos.

## Música
Otra de las artes que recibieron el impulso de la Iglesia fue la música. Antonio Sarrier, quien estudió música en Italia, introdujo la vanguardia musical en la Nueva España al componer una sonata con fuga. Juan Matías y Antonio de Salazar, oaxaqueños ambos, compusieron un Tratado de Armonía que durante mucho tiempo sirvió para la enseñanza de la música en Nueva España.

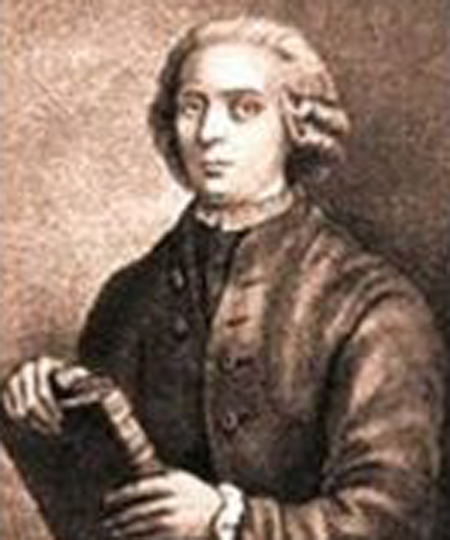
Manuel de Sumaya, compositor barroco mexicano

En 1711 se estrena en la Ciudad de México la ópera La Parténope con música de Manuel de Sumaya, maestro de la capilla catedralicia y el más grande compositor barroco mexicano. La especial importancia de esta ópera es que es la primera compuesta en América del Norte y la primera ópera compuesta en el continente americano por un compositor americano. Esta ópera da inicio a la fecunda y aún poco estudiada historia de la creación operística latinoamericana no interrumpida desde entonces durante trescientos años. Durante el transcurso de los siglos XVI y XVII emergió en la Nueva España música del mismo esplendor y colorido de la música barroca contemporánea de Europa. Las composiciones musicales fueron dedicadas al culto religioso de la época.
Existe una gran cantidad de trabajos musicales y documentales que describen la actividad musical alrededor de la Iglesia católica durante el periodo virreinal de México. Entre las ciudades con mayor desarrollo musical se encuentran la Ciudad de México, la ciudad de Puebla, Oaxaca, Tepotzotlán y Valladolid (hoy llamada Morelia).
- Pedro de Gante (1480-1572). Fundador de la primera escuela de música en la Nueva España.
- Juan Xuárez (1539). Primer maestro de capilla de la Catedral de México.
- Hernando Franco (1532-85). Maestro de capilla de la Catedral de México.
- Juan de Lienas. Compositor novohispano de finales del siglo xvi).
- Pedro Bermúdez. Maestro de capilla de la Catedral de Puebla durante la primera década delsiglo xvii.
- Bernardo de Peralta y Escudero. Compositor de obras polifónicas de la Catedral de Puebla.
- Juan Gutiérrez de Padilla. (Maestro de Capilla entre 1629 y 1664). Compositor mexicano más importante del siglo xvii.
- Francisco López Capillas. Puebla. Segunda mitad del siglo xvii.
- Miguel Matheo de Dallo y Lana. Puebla.
- Juan Navarro Gaditanus.(c.1550 - c.1610) Fraile franciscano. Catedral de Morelia, Convento de Santa Rosa de María. Valladolid.
- Antonio de Salazar. Maestro de capilla de la Catedral de México entre 1688 y 1715.
- Ignacio de Jerusalem y Stella. Compositor italiano. Maestro de capilla de la Catedral de México de los años 1749 al 1769.
- Matheo Tollis de la Roca. Sucesor de Ignacio de Jerusalem.
- Manuel de Sumaya (Zumaya). Compositor de la segunda ópera conocida del Nuevo Mundo.
- José Aldana. (1758-1810). Compositor más importante de la segunda mitad del siglo xviii en la Nueva España.
- Manuel Arenzana. (ca 1762-1821). Maestro de capilla de Puebla en los principios del siglo xix. Estilo musical con las nuevas tendencias europeas de la época.

## Arquitectura

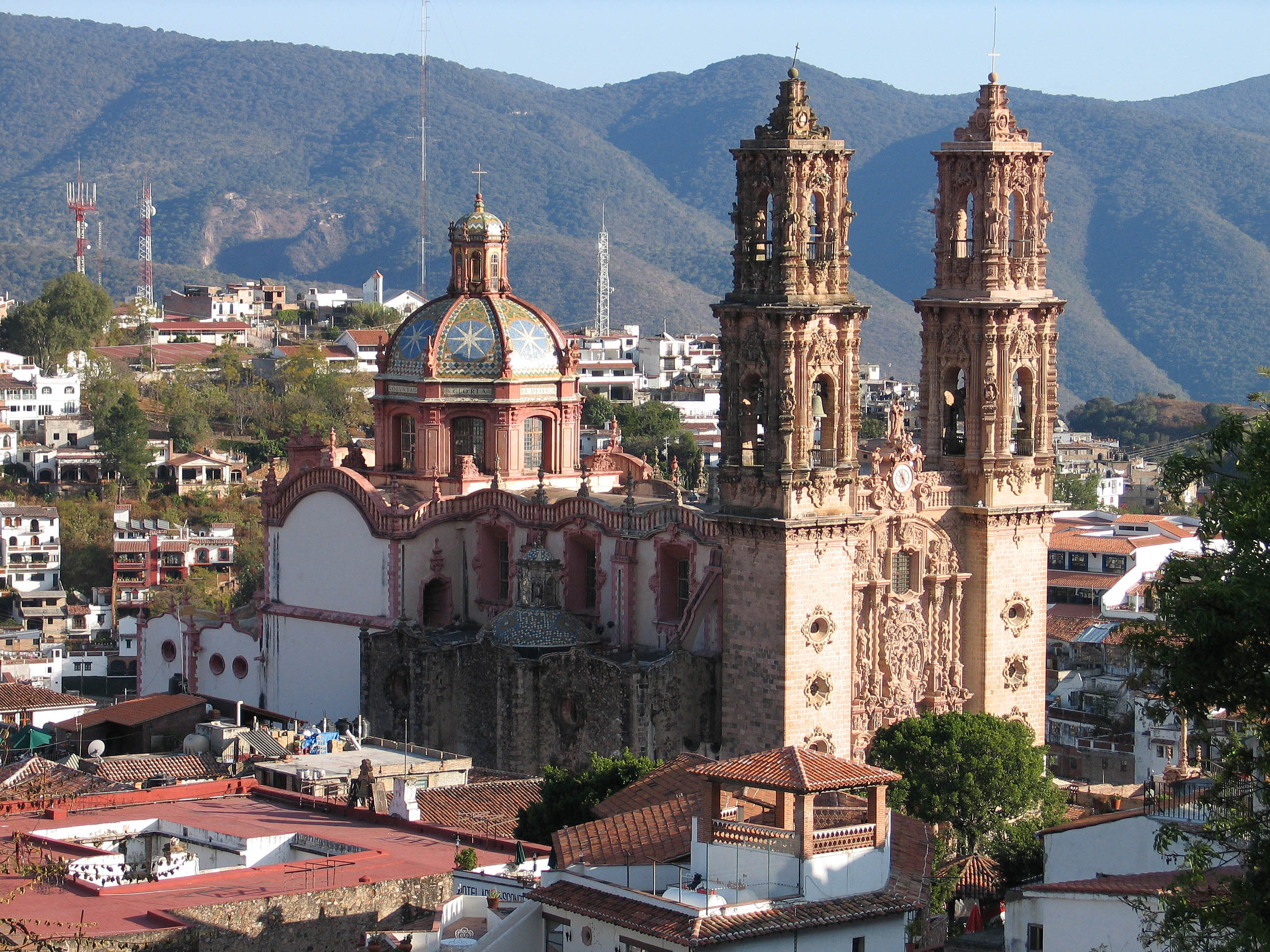
El Templo de Santa Prisca es un monumento virreinal que se localiza en la ciudad de Taxco de Alarcón, en el norte del estado de Guerrero (México). Se trata de un edificio construido en la década de 1750 (más precisamente, entre los años 1751 y 1758), dedicado para el culto católico en esa población cuya principal actividad fue —y sigue siendo— la minería de la Plata.

La mayoría de las ciudades españolas del Nuevo Mundo eran construidas sobre planos basados en el diseño de un tablero de ajedrez, donde el punto cumbre era el centro de la ciudad. En él se hallaban las iglesias, la catedral (en caso de que la ciudad fuese cede diocesana), las casas de los fundadores, el ayuntamiento y el palacio del regidor. Los barrios y los mercados solían quedar fuera de la ciudad, las calles seguían trazos cardinales y enmarcaban hacia el centro. El modelo de ciudad fue tomado de Toledo, entonces capital de España y aplicado por vez primera en la Ciudad de México, hacia 1524.
La arquitectura monástica siguió estilos predominantes en Europa, como renacentista, gótica, mudéjar y plateresco. Ejemplos de gótico es la catedral de Guadalajara, mientras que del plateresco lo son la casa Montejo (Mérida), y los templos de Cuernavaca, Cholula, Izamal y Acolman. Todas estas construcciones fueron inspiradas en modelos de Andalucía y Castilla, que también tuvieron auge en Quito (Ecuador) y Cuzco (Perú). Para fines del siglo xvi, llegó al virreinato una nueva corriente arquitectónica, el mudéjar, surgida por la fusión de las costumbres moras con las tradiciones cristianas, tuvo su mayor auge en los territorios de la Corona de Aragón. Caracterizado por el uso de ladrillos, azulejos, fuentes y dobles arcos cruzados, una de sus construcciones características en Nueva España fue la Fuente de la Reina, ubicada en Chiapa de Corzo.
Sucesor del renacimiento como arte principal europeo fue el barroco, nacido de la Contrarreforma, como una necesidad eclesiástica para difundir la doctrina católica de un modo más sensitivo y menos racionalista. Predominó hasta principios del siglo xviii, con un marcado estilo preferencial hacia las formas monumentales, efectos teatrales, movimiento de las formas decorativas en plantas arquitectónicas, además solía decorarse con figuras de plantas y animales. La mayor parte de los templos católicos fueron construidos con este estilo, como la Iglesia de Santa Mónica, en Guadalajara, la Iglesia de Tepoztlán y la Iglesia de Santa Prisca, Taxco.
El neoclásico desplazó al barroco violentamente tras la llegada de los Borbón a España (1713), despreciando así las columnas —sustituidas por pilastras—, y el blanco se convirtió en el color predominante, representando la modernidad. Manuel Tolsá, arquitecto valenciano, fue el mayor exponente del rococó novohispano; sus obras más conocidas fueron el Palacio de Minería y la estatua ecuestre de Carlos IV, conocida como El Caballito.
José Benito Churriguera, arquitecto madrileño, fue el patriarca de una conocida familia de artistas. Impuso su propia representación del barroco, conocido como churrigueresco. Esta nueva corriente se caracterizaba por abundante y fantasiosa decoración, uso de pilastras y estípites. En Nueva España, fue ejemplificada en las iglesias del Bajío, especialmente Guanajuato.

## Literatura

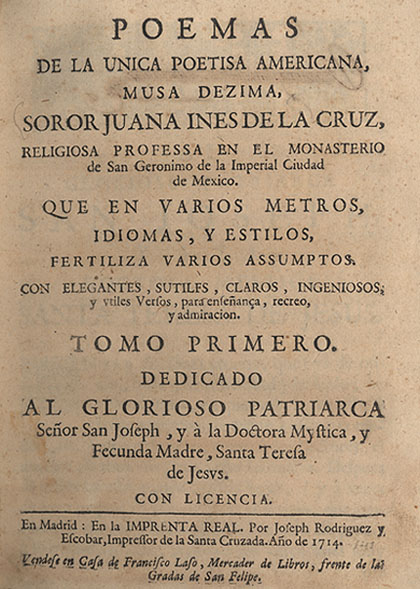
Poemas de la única poetisa americana, musa décima, Sor Juana Inés de la Cruz.

En la literatura virreinal de México es posible distinguir varios periodos. En el primero, la literatura está vinculada con el momento histórico de la conquista, y en él abundan las cartas y crónicas.
- Itinerario de la armada del rey católico a la isla de Yucatán [...], probablemente de Juan Díaz (1480-1549).
- Relación de algunas cosas de las que acaescieron a Hernando Cortés [...], de Andrés de Tapia (¿1498?-1561).
- Cartas de relación de Hernán Cortés (1485-1547).
- Historia verdadera de la conquista de la Nueva España de Bernal Díaz del Castillo (1492-1584).
- Historia general de las cosas de Nueva España de fray Bernardino de Sahagún(1499-1590).
- Historia de las Indias, Brevísima relación de la destrucción de las Indias, Apologética historia [...], etc. de fray Bartolomé de las Casas (1484-1566).
- Historia general de las Indias, La Conquista de México, de Francisco López de Gómara (1511–1566).
- Antigüedades de la Nueva España, de Francisco Hernández (1517-1578).
- Relación de las cosas de Yucatán, de fray Diego de Landa (1524-1579).
- Crónica mexicana y Crónica mexicáyotl, de Hernando de Alvarado Tezozómoc (c.1525-c.1610).
- Historia de Tlaxcala de Diego Muñoz Camargo (ca.1530-ca.1600).
- Historia Chichimeca de Fernando de Alva Ixtlilxóchitl (¿1568?-1648).
- Historia general de las Indias occidentales y particular de la gobernación de Chiapa y Guatemala de Fray Antonio de Remesal.

En el periodo posterior floreció el arte barroco. Muchos de los autores conocidos del siglo incursionaron con mayor o menor éxito en el terreno de los juegos literarios, con obras como anagramas, emblemas y laberintos. Hubo autores notables en la poesía, la lírica, la narrativa y la dramaturgia.
- Bernardo de Balbuena (1562-1627). Nacido en la península, graduado en la Universidad de México, autor de Grandeza mexicana.
- Francisco Cervantes de Salazar (¿1514?-1575). Nacido en la península, fue catedrático de retórica y luego rector en la Universidad de México, autor de una Crónica de la Nueva España y de poemas y diálogos latinos (siguiendo a Vives) de tema mexicano destinados a la enseñanza del latín.
- Gutierre de Cetina (1520-c.1567). Nacido en la península, vivió y murió en México. Su producción poética es anterior a su estancia en México, pero se ha especulado con la existencia de obra teatral novohispana luego perdida.
- Fernando de Córdoba y Bocanegra (1565-1689). Nació en México y murió en Puebla. Se conservan dos estancias místicas, Canción al amor divino y Canción al santísimo nombre de Jesús.
- Juan Ruiz de Alarcón y Mendoza (1581-1639).
- Sor Juana Inés de la Cruz (1651-1695).
- Miguel de Guevara (c. 1586-después de 1646). Fraile agustino en Michoacán, con don de lenguas indígenas. Un manuscrito suyo de 1638 incluye, entre otros poemas, el soneto No me mueve mi Dios para quererte... por lo que forma parte del grupo de poetas a los que se ha atribuido su autoría, si bien el famoso soneto figura desde 1628 en antologías publicadas en España.
- Gaspar Pérez de Villagrá (1555-1620). Nacido en Puebla, participó en la conquista del nuevo México. Autor del poema Historia de la nueva México (1610) y de varios memoriales impresos.
- Antonio de Saavedra Guzmán (¿?-¿? Publicó en 1599). Autor del poema El peregrino indiano, alabanza de Cortés.
- Carlos de Sigüenza y Góngora (1645-1700).
- Francisco de Terrazas (¿?—¿? se sabe que estaba vivo entre 1525 y 1600). Mexicano, próximo a Cortés, alabado por Cervantes como poeta (en La Galatea). Se conservan fragmentos de su poema Conquista y Mundo Nuevo.

siglo XVIII
En el siglo xviii surgieron escritores ilustrados y clasicistas:
- Diego José Abad (1727-1779).
- Francisco Javier Alegre (1729-1788).
- Francisco Javier Clavijero (1731-1787).
- Rafael Landívar (1731-1793).
- José Joaquín Fernández de Lizardi (1776-1827), El pensador mexicano.
- Fray Servando Teresa de Mier (1765-1827).